# Iselma longispina
Iselma longispina es una especie de coleóptero de la familia Meloidae.

## Distribución geográfica
Habita en Sudáfrica.